# Vinko Kobal
Monsinjor Vinko Kobal, slovenski rimskokatoliški duhovnik, prevajalec * 19. januar 1928, Vrhpolje pri Vipavi, † 29. maj 2001, Godovič, pokopan je v Stržišču pod Črno prstjo.

## Življenjepis
V duhovnika je bil posvečen 29. junija 1951. Novo mašo je v domačem kraju daroval šele novembra 1951, po nekajmesečnem prestajanju zaporne kazni, kamor ga je zaprla takratna oblast. Služboval je v Ročinju (1951 - 1969), Desklah (1969 - 1983), Novi Gorici (1983 - 1985) ter Godoviču (1985 - 2001).
Večino svojega življenja se je posvečal vzgoji mladih. Okrog sebe je zbiral otroke, dijake, študente, družine in izobražence in jih navduševal za življenje po pristnih krščanskih vrednotah.
Svojo prvo veroučno skupino mladih, ki jo je zbral že, ko je služboval na svoji prvi župniji v Ročinju, je spremljal tudi, ko so se razkropili po srednjih šolah. Prvo zbirališče za njegova mladinska veroučna srečanja je bila kar novogoriška železniška postaja. Krog mladih se je širil tudi čez meje njegovih župnij. Zbirali so se na dnevih zbranosti v Bavšici, Logu pod Mangrtom, Gorenji Trebuši.
Prve tedenske duhovne vaje v Stržišču so bile leta 1965, dokončno pa so se tam ustalile leta 1975. Duhovne vaje po metodi POT so se kasneje pričele tudi v Logarski dolini, Klancu pri Kozini, na Homcu pri Slovenj Gradcu, na Vrhu pri svetih treh kraljih, na Svetem križu nad Belimi Vodami in še kje.
Na tednih zbranosti v različnih krajih po Sloveniji so se zbirali (in se še zbirajo) mladi iz vse Slovenije in iz zamejstva. Poletni tedni zbranosti, redna srečanja različnih skupin laikov in duhovnikov, duhovni vikendi, predavanja, koncerti ipd. so postali stalnica njegovega delovanja.
S širjenjem in poglabljanjem Vinkovega dela, se je pojavila tudi potreba po poimenovanju njegovega načina dela in druženja v Cerkvi. Leta 1983 je dogajanje dobilo ime POT. Danes Gibanje POT še vedno deluje po metodi, ki jo je oblikoval Vinko s sodelavci.
V sredini šestdesetih let 20. stoletja je italijansko katoliško laično gibanje Gioventu Studentesca (študentska mladina, danes Občestvo in osvoboditev oziroma Comunione e liberazione), ki ga je vodil danes tudi že pokojni don Luigi Giussani, poskušalo navezati stike s podobno skupino mladih v Sloveniji. Tako je prišlo do prvega stika med vernimi mladimi iz Slovenije in Italije. Razvilo se je pristno prijateljstvo in sodelovanje med obema gibanjema.
Kobal je svoje delo gradil na dokumentih 2. vatikanskega koncila, na delih ustanovitelja italijanskega gibanja Comunione e liberazione Luigija Giussanija, na razmišljanjih slovenskega filozofa Milana Komarja. Veliko je črpal tudi iz zakladnice slovenskega in tujega leposlovja.
Njegova pokončna katoliška drža in kasneje zavzeto delo z mladimi sta šla  »v nos« tedanji komunistični oblasti. Prvič je bil aretiran že za božič 1945, šikaniran 1947 (kot bogoslovec), 29. maja 1949 ponovno aretiran in obsojen na 6 mesecev prisilnega dela v Strnišču. Po posvečenju 1951 je bil zopet aretiran in zaprt do 3. novembra istega leta. Tudi kasneje ga je oblast  skušala ustaviti z zasliševanji in raznimi kaznimi, vendar neuspešno. Še v 80. letih so mu zrežirali prometno nesrečo.
Več Kobalovih del, predvsem prevodov je ostalo neobjavljenih, pri čemer je potrebno omeniti Eliotovo pesnitev Skala.